# Down for Whatever
«Down for Whatever» —en español: «Abajo por lo que sea»— es una canción de la artista estadounidense Kelly Rowland junto con el colectivo The WAV.s, incluida en el tercer álbum de estudio de Rowland, Here I Am, de 2011. Fue lanzada el 26 de octubre de 2012 y es el tercer sencillo internacional del álbum y el sexto en total de Rowland, lanzado del 26 de octubre de 2011 por Universal Motown Universal Music. 
«Down for Whatever» fue escrita por Teddy Sky y Bilal Hajji, y coescrita y producida por RedOne, Jimmy Joker y The WAV.s. La canción ha sido catalogado dentro de los géneros Eurodance y  Electro. Recibió críticas positivas, que afirman que es tan pegadiza como los éxitos previos de Rowland, «When Love Takes Over» y «Commander». También se la describió como una «canción ideal para radio».

## Lista de canciones
- CD sencillo

1. "Down for Whatever" (Álbum Versión) – 3:55
2. "Down for Whatever" (Max Sanna & Steve Pitron Remix - Edit) – 4:00

- Descarga digital

1. "Down for Whatever" (Álbum Versión) – 3:53
2. "Down for Whatever" (True Tiger Remix) – 3:56
3. "Down for Whatever" (Max Sanna & Steve Pitron Remix - Edit) – 3:59
4. "Down for Whatever" (DJ Chuckie Remix) – 3:50

## Posicionamiento en listas
| Listas (2011)                               | Mejor posición |
| ------------------------------------------- | -------------- |
| Alemania (Offizielle Deutsche Charts)       | 31             |
| Bélgica (Flandes) (Ultratip Bubbling Under) | 60             |
| Escocia (Scottish Singles Sales Chart)      | 5              |
| Eslovaquia (Rádio Top 100)                  | 20             |
| Irlanda (IRMA)                              | 16             |
| Reino Unido (UK Dance Chart)                | 3              |
| Reino Unido (UK Singles Chart)              | 6              |
| Suiza (Schweizer Hitparade)                 | 62             |